# 三遊亭圓丸
三遊亭 圓丸（さんゆうてい えんまる）は、落語の名跡。当代は2代目（本人のオフィシャルHPのプロフィールやその他資料では3代目となっているが、落語芸術協会のHPでは2代目となっている）。

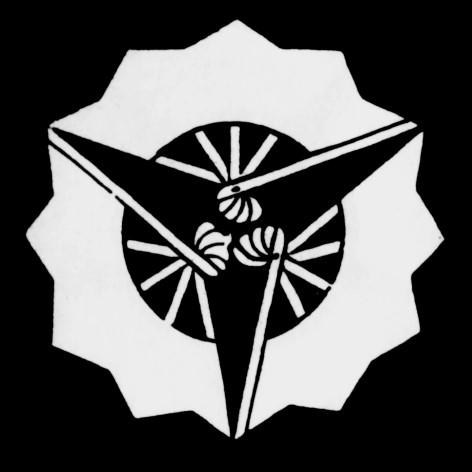
三遊亭圓朝一門定紋「高崎扇」

## 初代
初代 三遊亭 圓丸（生没年不詳・大正の末に没） - 盲目の三味線弾きの音曲師。

### 経歴
- 明治10年代頃に3代目三遊亭圓生（「のしんの圓生」）の門下で遊三郎。
- 明治10年代後半に三遊亭圓朝の門下で三遊亭圓丸となる。
- 圓朝が引退したので明治30年代初めに柳派に移り春風亭柳丸に改名。
- 1901年頃に初代三遊亭小圓遊の門下で三遊亭小斎。
- 1903年頃に初代三遊亭圓右の門下で三遊亭右多助に改名。
- 1907年頃に圓丸に復名。
- 晩年の大正の初め頃に三遊亭右多丸となる。

### 人物
6代目三遊亭圓生によると「出来心」をよくやっていたという。その他にも圓生によると、圓朝の口演した「心眼」はこの人がモデルになって創作されたという。

## 2代目
二代目 三遊亭 圓丸（1966年11月25日 - ）は落語芸術協会所属の落語家。本名∶河野 聖文。奈良県大和郡山市出身。出囃子は「お兼晒し」。

### 経歴
1983年6月、三遊亭小遊三に入門し小遊三の惣領弟子となる。前座名は「三遊亭いるか」。
1987年9月、二ツ目昇進。
1997年5月、三遊亭遊之介と共に真打昇進し「二代目三遊亭圓丸」を襲名。

### 芸歴
- 1983年6月 - 三遊亭小遊三に入門、前座名は「いるか」。
- 1987年9月 - 二ツ目昇進。
- 1997年5月 - 真打昇進、「二代目三遊亭圓丸」を襲名。

### 人物
WARや新東京プロレスのリング・アナウンサーも務めていた。